# Videna electra
Videna electra é uma espécie de gastrópode da família Zonitidae.
É endémica de Palau.